# 店口镇
店口镇是中國浙江省绍兴市诸暨市下辖的一个中心镇，位于诸暨市北部，综合经济实力连续多年稳居绍兴第一、全国千强镇前二十位，2019年中国百强乡镇第93名。是联合国开发计划署试点城镇、全国发展改革试点镇、首批浙江省小城市培育试点镇、华东地区首个乡镇级金融安全小区。全镇面积为105.7平方公里，其中建成区面积约13平方公里。浙江省政府2010年4月出台《关于开展小城市培育试点的指导意见》，给予龙港镇、店口镇等21个中心镇正县级待遇。。
2019年6月20日，撤销店口镇和阮市镇建制，合并设立新的店口镇。

## 行政区划
店口镇辖6个社区、17个行政村：
金湖社区、店口社区、牛皋社区、镇北社区、湄东社区、江东社区、白沥畈村、渔村、三江口村、湖西村、祝家坞村、斗门村、七里村、中里村、朱家站村、亭凉树下村、上畈村、沥山湖村、湄池村、南联村、侠父村、鲁戈村和俞姚村。

## 交通
- 沪昆铁路：湄池站

## 经济数据
2014年，全镇实现生产总值124.7亿元，工业总产值812亿元，财政收入19.7亿元，农民人均纯收入41879元。